# Jarosław Wierzbiński
Jarosław Wierzbiński (ur.  22 maja 1951 w okręgu tarnopolskim) – polski językoznawca,  profesor nauk humanistycznych, profesor zwyczajny Instytutu Rusycystyki Wydziału Filologicznego Uniwersytetu Łódzkiego.

## Życiorys
21 września 1984 obronił pracę doktorską Antonimiczno-synonimiczne relacje w leksyce (na materiale utworów literackich A. Czechowa), 21 stycznia 2000 habilitował się na podstawie pracy zatytułowanej Stylistyczny fenomen języka artystycznego Michała Zoszczenki. 12 listopada 2013 nadano mu tytuł profesora w zakresie nauk humanistycznych.
Objął funkcję profesora zwyczajnego, a także dyrektora w Instytucie Rusycystyki  na Wydziale Filologicznego Uniwersytetu Łódzkiego.